# Аухадиев, Кенес Мустаханович
Кенес Мустаханович Аухадиев (каз. Кеңес Мұстаханұлы Аухадиев; 27 декабря 1938, с. Мукры, Коксуский район, Алма-Атинская область, Казахская ССР, СССР — 23 января 2022) — советский казахский государственный и партийный деятель. Первый секретарь Алма-Атинского обкома КП Казахстана (1978—1985). Депутат Совета Национальностей Верховного Совета СССР X—XI созывов (1979—1989).

## Биография
Происходит из племени ысты. Родился 27 декабря 1938 в селе Мукры Кировского района (по другим данным — в ауле Малыбай Чиликского района) Алма-Атинской области. Отец Кенеса погиб на фронтах Великой Отечественной войны, когда ему было 3 года; воспитывался матерью.
В 1953 году вступил в ряды ВЛКСМ. В 1968 году окончил Казахский сельскохозяйственный институт, инженер-механик.
1960—1962 гг. — бригадир комсомольской тракторной бригады колхоза им. Ленина Панфиловского района.
1962—1966 гг. — первый секретарь Панфиловского райкома ЛКСМ Казахстана.
1966—1968 гг. — инструктор, зам. завотделом ЦК ЛКСМ Казахстана.
1968—1969 гг. — первый секретарь Алма-Атинского обкома ЛКСМ Казахстана.
1969—1971 гг. — секретарь ЦК ЛКСМ Казахстана.
1971—1975 гг. — первый секретарь Советского райкома партии г. Алма-Аты.
1975—1978 гг. — председатель Алма-Атинского горисполкома.
1978—1985 гг. — первый секретарь Алма-Атинского обкома партии.
1985—1987 гг. — зам. начальника Главриссовхозстроя Минводхоза СССР.
1987—2006 гг. — вице-президент, президент ОАО «Тоган».
С 2006 г. — директор ТОО «Кен-Арна К».
Член райкома, обкома, ЦК комсомола Казахстана, ЦК ВЛКСМ, райкомов, горкома, ЦК Компартии Казахстана, ЦК КПСС (1981—1986). Делегат XV—XVI съездов ВЛКСМ, XI—XII съездов комсомола Казахстана, депутат Совета Национальностей Верховного Совета СССР X—XI созывов (1979—1989) от Казахской ССР.
Вице-президент Международного фонда Д. А. Кунаева.
Скончался 23 января 2022. Похоронен на Кенсайском кладбище.

## Награды
- Орден Парасат (2013)[5]
- 2018 — Юбилейная медаль «20 жыл Астана»[6]
- Награждён орденом Октябрьской революции, тремя орденами «Знак Почёта», шестью медалями, Почётным знаком ЦК ВЛКСМ, Знаком ЦК ВЛКСМ «За активную работу в комсомоле».
- Член-корреспондент Инженерной академии РК, почётный профессор университета им. Д. А. Кунаева, почётный академик проектной академии «Каzgor», почетный гражданин Енбекшиказахского, Панфиловского, Коксуского и Балхашского районов Алматинской области, города Алматы, Алматинской области.